# Roca Llancers
La Roca Llancers és una muntanya de 1.171 metres que es troba al municipi de Viladrau, a la comarca d'Osona.